# Padang Kala
Padang Kala is een bestuurslaag in het regentschap Bengkulu Utara van de provincie Bengkulu, Indonesië. Padang Kala telt 1203 inwoners (volkstelling 2010).